# James Henry Craig
James Henry Craig (født 1748 på Gibraltar, død 12. januar 1812 i London) var en britisk general og koloniadministrator.
Nederlandene blev lagt under den revolutionære regering i Frankrig i 1795, og statholder prins Vilhelm V af Oranje søgte tilflugt i England. En britisk styrke under general Craig drog til Cape Town for at sikre Kapkolonien mod franskmændene. Felttoget var vellykket, selv om kolonien blev holdt for at sikre britiske interesser, ikke Vilhelm af Oranjes. Han blev i 1805 udnævnt til at lede et nyt felttog, denne gang til Italien, men foretagendet blev afbrudt efter det østrigske nederlag i slaget ved Ulm.
Craig havde samtidig posterne som generalguvernør over hele Canada og guvernørløjtnant over Nedre Canada fra 1807 til 1811. Craig overvejede tiltag som at oprette engelsk sprogede amter og erstatte den lovgivende forsamling med en udnævnt regering som et redskab til at øge indflydelsen for de engelsk–sprogede i det overvejende franske Nedre Canada. Han forsøgte også at opmuntre immigration fra Storbritannien og USA i håb om at gøre franskmændene til en minoritet.